# Afraflacilla similis
Afraflacilla similis là một loài nhện trong họ Salticidae.
Loài này thuộc chi Afraflacilla. Afraflacilla similis được Lucien Berland & Millot miêu tả năm 1941.